# Carl Kriegelstein von Sternfeld

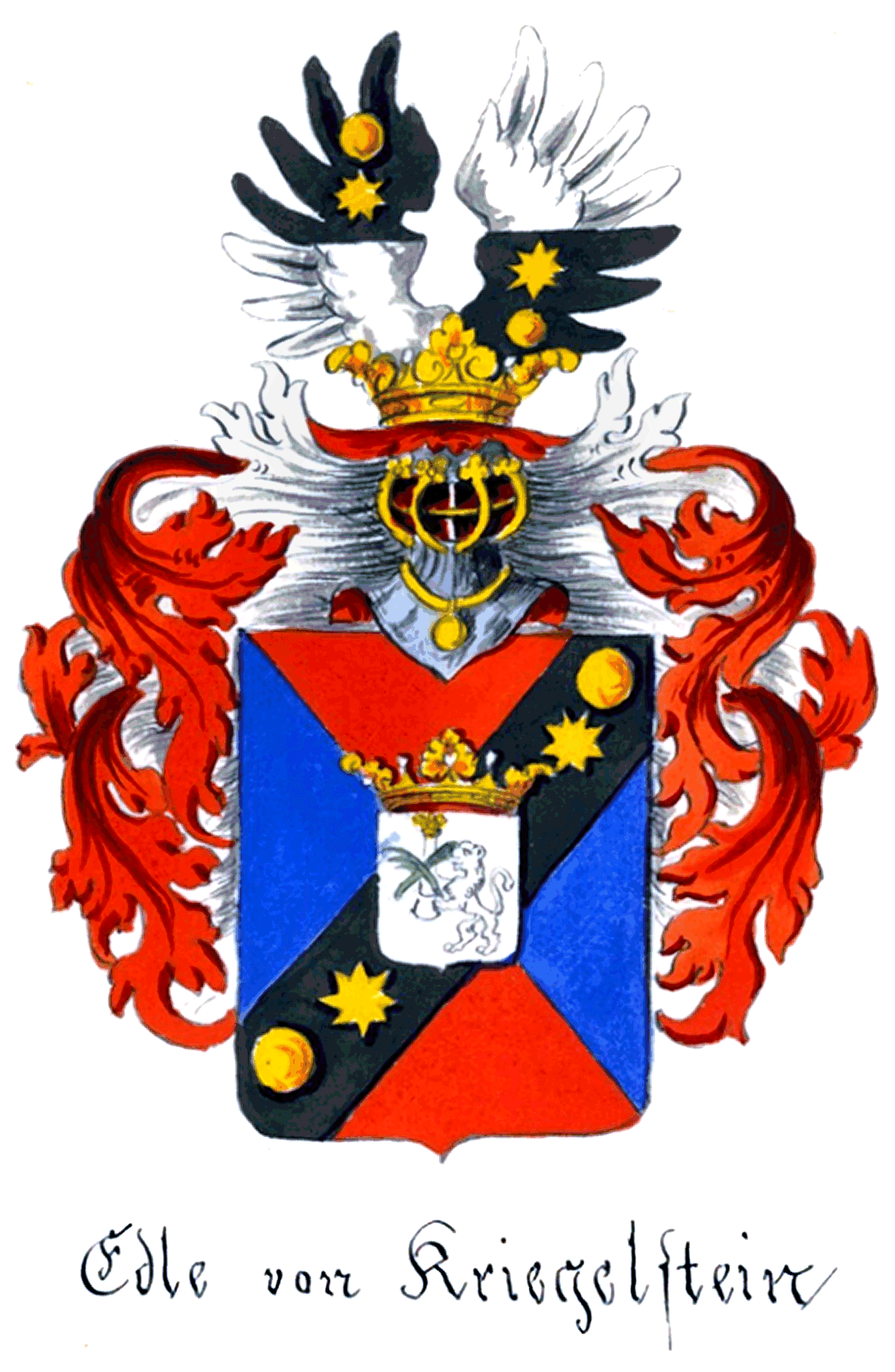
Wappen der Kriegelstein

Carl Kriegelstein Ritter von Sternfeld (* 10. Oktober 1860 in Saaz, Saazer Kreis; † 7. März 1920, in Graslitz, Okres Kraslice, Tschechoslowakei) war ein deutsch-böhmischer Jurist und Politiker.

## Herkunft
Carl Kriegelstein von Sternfeld stammt aus dem Patriziergeschlecht der Kriegelstein in Eger (Cheb), das mit Christoph Kriegelstein (* 1725 in Eger; † 1834 ebd.), u. a. Senior des Magistrats und Besitzer der Gutes Dölitz (Delnice u Chebu), einem Sohn des Gerichtsherrn und Tuchmachermeisters Johann Caspar Kriegelstein, am 1. Juni 1792 vom kursächsischen Reichsvikariat d.d. Dresden in den erblichen Reichsritterstand mit dem Prädikat "Edler von Sternfeld" erhoben wurde, ein Wappen verliehen bekam und von Kaiser Franz II. (HRR) 1793 hierüber eine Bestätigung erhalten hat.

## Leben
Als Sohn des Bezirkshauptmanns von Karlsbad geboren, studierte Kriegelstein von Sternfeld nach dem Besuch der Gymnasien in Böhmisch Leipa und Leitmeritz Rechtswissenschaften an der Universität in Prag. Während seines Studiums wurde er 1878 Mitglied der Burschenschaft Carolina Prag. 1883 wurde er zum Dr. iur. promoviert. 1884 bestand er die Richterprüfung und war ab 1889 Rechtsanwalt in Graslitz, wo er von 1889 bis 1903 Stadtrat und von 1906 bis 1919 Mitglied des Kreistags war. Von 1908 bis 1913 war er Abgeordneter im Böhmischen Landtag. Er war verheiratet mit Amalia von Sternfeld (geborene Brent). Sie hatten eine gemeinsame Tochter Hildegard.

## Publikationen
- Die Gemeindeordnung für das Königreich Böhmen. 1902.